# Шарон ван Раувендал
Шарон ван Раувендал (нід. Sharon van Rouwendaal, нар. 9 вересня 1993, Барн, Нідерланди) — нідерландська плавчиня, олімпійська чемпіонка 2016 року.

## Виступи на Олімпійських іграх
| Олімпіада           | Дисципліна              | Місце |
| ------------------- | ----------------------- | ----- |
| Лондон 2012         | 100 м на спині          | 20    |
| Лондон 2012         | 200 м на спині          | 11    |
| Лондон 2012         | 4x100 м комплексом      | 6     |
| Ріо-де-Жанейро 2016 | 400 м вільним стилем    | 19    |
| Ріо-де-Жанейро 2016 | 800 м вільним стилем    | DNS   |
| Ріо-де-Жанейро 2016 | 10 км на відкритій воді | 1     |
| Токіо 2020          | 200 м на спині          | 16    |
| Токіо 2020          | 10 км на відкритій воді | 2     |